# Marina Mascarell
Marina Mascarell (Oliva, Safor, 1980) és una coreògrafa i ballarina valenciana. Directora d'ençà del mes d'abril de 2023 del Teatre de Dansa danès (en danès: Dansk Danseteater), és un dels referents europeus més importants pel que fa al món de la coreografia. L'artista, que va ser autora resident del Mercat de les Flors durant tres temporades, havia treballat anteriorment amb el Nederlands Dans Theater a la ciutat neerlandesa de La Haia i també als Estats Units amb el Cedar Lake Contemporary Ballet de Nova York.
El tercer volum de la col·lecció Paragrafies a cura de Riikka Laakso i que té per títol Corporitzar el pensament es va dedicar a Marina Mascarell.

## Obres
- Orthopedica corporatio
- Bird Dog
- Rèquiem de la Llum